# Sava Savoff
Sava Savoff (bulgarisch Сава Савов, * 23. Februar 1909 in Warna, Bulgarien; † 21. Februar 1985 in Männedorf, Schweiz) war ein bulgarischer Pianist und Musikpädagoge. Er ließ sich 1944 in der Schweiz nieder und zählte dort zu den führenden Musikpädagogen seiner Zeit, vor allem als langjähriger Direktor der Zürcher Musikinstitute.

## Leben
Sava Savoff wurde am 23. Februar 1909 als Sohn des Arztes Georgi Savoff und dessen Ehefrau Maria (Mara) Rankowa in der bulgarischen Hafenstadt Warna geboren. Sein Großvater war der Bürgermeister der Stadt. Nach dem Abitur zog er nach Deutschland und studierte an der Hochschule für Musik in Leipzig das Fach Klavier bei Max von Pauer. Anfang der 1930er Jahre übersiedelte er nach Köln, wo er seine Klavierstudien bei Eduard Erdmann fortsetzte und zusätzlich bei Philipp Jarnach die Fächer Theorie und Komposition studierte.
Nachdem er 1934 sein Solistendiplom erworben hatte, begann Savoff mit einer regen Konzerttätigkeit als Pianist. Von seinem Wohnsitz General-Litzmann-Allee 42 in Berlin-Teltow aus führten ihn Konzertreisen in den folgenden Jahren in viele europäische Länder. Von 1939 bis 1944 unterrichtete er eine Berufsklasse am Konservatorium in Lübeck, wo er mit seiner aus der Schweiz stammenden Ehefrau an der Adresse Ratzeburger Allee 16 wohnte.
1944 verlegte Savoff seinen Wohnsitz in die Schweiz. Dort war er ab 1948 als Professor der Virtuositätsklasse am Konservatorium in Luzern und ab 1953 in derselben Position am Konservatorium Bern tätig. In Zürich übernahm er 1959 eine Konzertausbildungsklasse. Von 1971 bis 1976 war Savoff sowohl Direktor des Zürcher Konservatoriums als auch der Zürcher Musikakademie und Leiter der dortigen Klavierklassen. Nach seinem altersbedingten Rücktritt wurde Hans Ulrich Lehmann 1976 sein Nachfolger. Im Ruhestand betreute Savoff noch eine Meisterklasse am Konservatorium in Schaffhausen. 
Sava Savoff starb zwei Tage vor der Vollendung seines 76. Lebensjahres am 21. Februar 1985 in Männedorf. In einem Nachruf heißt es über ihn: «Mit ihm verliert das schweizerische Musikleben eine Persönlichkeit von ungewöhnlicher Ausstrahlung. Pianistinnen und Pianisten mehrerer Generationen verdanken ihm ihre Ausbildung.»
Savoff war mit der Medizinerin Marianne Savoff-Andreae (1912–2015) verheiratet, einer Tochter des Zürcher Dirigenten Volkmar Andreae. Aus der Ehe gingen eine Tochter und ein Sohn hervor. Der Dirigent und Komponist Marc Andreae ist sein Neffe.

## Bekannte Schülerinnen und Schüler
- Werner Bärtschi (* 1950), Komponist und Pianist
- Hermann Danuser (* 1946), Musikwissenschaftler
- Olivier Eisenmann (* 1940), Konzertorganist
- Daniel Fueter (* 1949), Pianist, Komponist und Musikpädagoge
- German Carlos Greull (* 1946), Theaterschauspieler, -regisseur, Komponist und Musiker
- Heinz Holliger (* 1939), Oboist, Komponist und Dirigent
- Valérie Portmann (* 1958), Pianistin und Jazzmanagerin
- Carl Rütti (* 1949), Komponist, Pianist und Organist
- Hans Wüthrich (1937–2019), Komponist und Sprachwissenschaftler

## Einspielungen (Auswahl)
- Frédéric Chopin: 24 préludes op. 28. Rimaphon, 1972.
- Sava Savoff spielt Chopin. Rimaphon, 1973, OCLC 731006524.
- Sava Savoff. Klavier: Franz Schubert: Sonate in B-dur, Frédéric Chopin: Nocturne in cis-moll. Rimaphon 30-23-001.